# 大手町ホトリア
大手町ホトリア（おおてまちホトリア、英語: Otemachi Hotoria）は、東京都千代田区大手町にある2棟のオフィスビル。大手門タワー・ENEOSビルと大手町パークビルディングによって構成される。

## 概要
都市再生特別地区認定事業の一つとして、りそな・マルハビルと三菱東京UFJ銀行大手町ビル（旧三和銀行東京本部）の建て替え事業「大手町1-1計画」として整備した。りそなマルハビル跡地にA棟の大手門タワー・JXビル（現：大手門タワー・ENEOSビル）、三菱東京UFJ銀行大手町ビル跡地にはB棟の大手町パークビルディングをそれぞれ建設。街区名称である「大手町ホトリア」は、岩永嘉弘が命名した。
両ビルの地下1階には2棟一体で「粋で情がある、オトナの遊び場」をコンセプトとした商業空間の「よいまち」を整備。また、皇居に面した約2800㎡に皇居との繋がりの場、コミュニケーション創発の場、憩いの場として位置づけたホトリア広場も設けた。

## 大手門タワー・ENEOSビル（旧：大手門タワー・JXビル）
皇居大手門の目前に位置しENEOSホールディングス、ENEOS Xploraが本社を置く。皇居の豊かな自然に対峙するにふさわしい環境配慮型ビルを目指し整備した。地下2階に皇居外苑濠の水質改善施設を設置したほか、1階のホトリア広場に面して交流・活動拠点「3×3LabFuture」を配置した。

## 大手町パークビルディング
2017年1月に竣工した複合ビルである。三菱地所本社などオフィスのほか、22階から29階にはホテルの「アスコット丸の内東京」が入る。同ホテルは1階にはエントランスしかないため、22階のロビー・受付にはシャトルエレベーターで向かう。

## 沿革
- 2013年2月 - 大手門タワー・JXビル（現：大手門タワー・ENEOSビル）着工。
- 2014年4月14日 - 大手町パークビルディング着工。
- 2015年11月 - 大手門タワー・JXビル（現：大手門タワー・ENEOSビル）竣工。
- 2016年1月1日 - JXホールディングス（2017年にJXTGホールディングスに社名変更）が本社移転。
- 2017年1月 - 大手町パークビルディング竣工。
- 2020年7月 - 同年6月25日のJXTGホールディングスのENEOSホールディングスへの社名変更に伴い、大手門タワー・JXビルを大手門タワー・ENEOSビルに改称。